# Гаспарян, Аракса Амбарцумовна
Аракса Амбарцумовна Гаспарян (24 октября 1926 — 28 февраля 2001) — заместитель директора средней школы № 1 в селе Арарат Армянской ССР. Герой Социалистического Труда (27.06.1978).

## Биография
Родилась 24 октября 1926 года в селе Армаш Армянской ССР (ныне – Араратской области Армении) в семье учителей. Армянка.
В 1943 году окончила среднюю школу в селе Арарат, сразу же стала работать в своей школе учителем армянского языка в 5–7-х классах.
В 1948 году окончила Ереванский педагогический институт имени Х. А. Абовяна. Была направлена в родную среднюю школу села Арарат учителем армянского языка. С этим учебным заведением была связана все её педагогическая деятельность. В 1950–1951 годах была директором, в 1951–1955 годах и с 1966 года – завучем школы. Член КПСС с 1952 года.
Из служебной характеристики:

 «За годы работы тов. Гаспарян проявила себя высокодисциплинированным, творческим специалистом. Она вырастила десятки педагогов. Под ее началом работают бывшие её ученики, молодые учителя. Её уроки проходят на высоком идейно-методическом уровне».— На сайте Герои страны
.
Указом Президиума Верховного Совета СССР от 27 июня 1978 года за большие заслуги в деле обучения и коммунистического воспитания учащихся Гаспарян Араксе Амбарцумовне присвоено звание Героя Социалистического Труда с вручением ордена Ленина и золотой медали «Серп и Молот».
Работала в школе до выхода на пенсию.
Избиралась делегатом 2-го и 3-го всесоюзных съездов учителей.
Жила в селе Арарат.
Награждена 2 орденами Ленина (26.09.1960; 27.06.1978), медалями. Удостоена звания «Заслуженный учитель Армянской ССР» (1962).

## Награды
- Золотая медаль «Серп и Молот» (27.06.1978)
- орден Ленина (26.09.1960)
- орден Ленина (27.06.1978)
- Заслуженный учитель Армянской ССР (31.03.1962)